# 200 mètres masculin aux championnats du monde d'athlétisme 2013
Navigation
Daegu 2011 Pékin 2015
L'épreuve du 200 mètres masculin des championnats du monde de 2013 a eu lieu les 16 et 17 août 2013 dans le Stade Loujniki, le stade olympique de Moscou, en Russie. Elle est remportée par le Jamaïcain Usain Bolt.

## Records et performances
Les records du 200 m hommes (mondial, des championnats et par continent) étaient avant les championnats 2013 les suivants.
| Record du monde           | Usain Bolt       | Jamaïque  | 19 s 19 | Berlin   | 20 août 2009      |
| Record des championnats   | Usain Bolt       | Jamaïque  | 19 s 19 | Berlin   | 20 août 2009      |
| Record d'Afrique          | Frank Fredericks | Namibie   | 19 s 68 | Atlanta  | 1er août 1996     |
| Record d'Asie             | Shingo Suetsugu  | Japon     | 20 s 03 | Yokohama | 7 juin 2003       |
| Record d'Amérique du Nord | Usain Bolt       | Jamaïque  | 19 s 19 | Berlin   | 20 août 2009      |
| Record d'Amérique du Sud  | Alonso Edward    | Panama    | 19 s 81 | Berlin   | 20 août 2009      |
| Record d'Europe           | Pietro Mennea    | Italie    | 19 s 72 | Mexico   | 12 septembre 1979 |
| Record d'Océanie          | Peter Norman     | Australie | 20 s 06 | Mexico   | 15 octobre 1968   |

### Meilleures performances de l'année 2013
Les dix coureurs les plus rapides de l'année sont, avant les championnats (au 23 juillet 2013), les suivants. Parmi ces 10 figurent 4 américains, 4 jamaïquains, un néerlandais et un français. L'américain Tyson Gay, contrôlé positif, et le jamaïcain Jason Young, cinquième des championnats nationaux, ne seront pas présents aux Mondiaux.
| 1  | Usain Bolt          | Jamaïque   | 19 s 73 | 6 juillet 2013  |
| 2  | Tyson Gay           | États-Unis | 19 s 74 | 21 juin 2013    |
| 3  | Warren Weir         | Jamaïque   | 19 s 79 | 23 juin 2013    |
| 4  | Isiah Young         | États-Unis | 19 s 86 | 23 juin 2013    |
| 5  | Jason Young         | Jamaïque   | 19 s 98 | 17 juillet 2013 |
| 6  | Curtis Mitchell     | États-Unis | 19 s 99 | 23 juin 2013    |
| 7  | Nickel Ashmeade     | Jamaïque   | 20 s 00 | 4 mai 2013      |
| 8  | Churandy Martina    | Pays-Bas   | 20 s 01 | 4 juillet 2013  |
| 9  | Christophe Lemaitre | France     | 20 s 07 | 6 juillet 2013  |
| 10 | Wallace Spearmon    | États-Unis | 20 s 10 | 23 juin 2013    |

## Critères de qualification
Pour se qualifier pour les Championnats (minima A), il fallait avoir réalisé moins de 20 s 52 entre le 1er octobre 2012 et le 29 juillet 2013 (le minimum A était de 20 s 60 en 2011). Le minima B est de 20 s 60.

## Résultats

### Finale
| Rang               | Athlète             | Temps   | Note |
| ------------------ | ------------------- | ------- | ---- |
| Médaille d'or      | Usain Bolt          | 19 s 66 | WL   |
| Médaille d'argent  | Warren Weir         | 19 s 79 | PB   |
| Médaille de bronze | Curtis Mitchell     | 20 s 04 |      |
| 4                  | Nickel Ashmeade     | 20 s 05 |      |
| 5                  | Adam Gemili         | 20 s 08 |      |
| 6                  | Anaso Jobodwana     | 20 s 14 |      |
| 7                  | Churandy Martina    | 20 s 35 |      |
| 8                  | Jaysuma Saidy Ndure | 20 s 37 |      |

### Demi-finales
Les deux premiers athlètes de chaque course se qualifient pour la finale et les deux meilleurs temps des Demi-finales
| Rang | Athlète             | Temps   | Note |
| ---- | ------------------- | ------- | ---- |
| 1    | Curtis Mitchell     | 19 s 97 | PB   |
| 2    | Warren Weir         | 20 s 20 |      |
| 3    | Jaysuma Saidy Ndure | 20 s 33 | SB   |
| 4    | Jimmy Vicaut        | 20 s 51 |      |
| 5    | Bruno Hortelano     | 20 s 55 |      |
| 6    | Álex Quiñónez       | 20 s 55 |      |
| 7    | Delano Williams     | 20 s 61 |      |
| 8    | Lalonde Gordon      | 21 s 14 |      |

| Rang | Athlète         | Temps   | Note |
| ---- | --------------- | ------- | ---- |
| 1    | Usain Bolt      | 20 s 12 |      |
| 2    | Anaso Jobodwana | 20 s 13 | PB   |
| 3    | Isiah Jeunes    | 20 s 36 |      |
| 4    | James Ellington | 20 s 44 |      |
| 5    | Jason Livermore | 20 s 46 |      |
| 6    | Antoine Adams   | 20 s 47 |      |
| 7    | Shota Iizuka    | 20 s 61 |      |
| 8    | Karol Zalewski  | 20 s 66 |      |

| Rang | Athlète                     | Temps   | Note |
| ---- | --------------------------- | ------- | ---- |
| 1    | Adam Gemili                 | 19 s 98 | PB   |
| 2    | Nickel Ashmeade             | 20 s 00 | SB   |
| 3    | Churandy Martina            | 20 s 13 |      |
| 4    | Serhiy Smelyk               | 20 s 42 | PB   |
| 5    | Likoúrgos-Stéfanos Tsákonas | 20 s 56 |      |
| 6    | Wallace Spearmon            | 20 s 66 |      |
| 7    | Alonso Edward               | 20 s 67 |      |
| 8    | Mosito Lehata               | 20 s 68 |      |

|}

### Séries
Les trois premiers de chaque séries (Q) plus les 3 meilleurs temps (q) se qualifient pour les demi-finales.
| Rang | Athlète                     | Temps   | Note |
| ---- | --------------------------- | ------- | ---- |
| 1    | Curtis Mitchell             | 20 s 37 |      |
| 2    | Jaysuma Saidy Ndure         | 20 s 44 |      |
| 3    | Serhiy Smelyk               | 20 s 52 | PB   |
| 4    | Likoúrgos-Stéfanos Tsákonas | 20 s 55 |      |
| 5    | Isaac Makwala               | 20 s 84 |      |
| 6    | Kyle Greaux                 | 20 s 89 |      |
| 7    | Hitjivirue Kaanjuka         | 21 s 33 |      |
| 8    | Neddy Marie                 | 21 s 98 | SB   |

| Rang | Athlète            | Temps   | Note |
| ---- | ------------------ | ------- | ---- |
| 1    | Anaso Jobodwana    | 20 s 17 |      |
| 2    | Churandy Martina   | 20 s 37 |      |
| 3    | Mosito Lehata      | 20 s 46 |      |
| 4    | Alex Quinonez      | 20 s 47 |      |
| 5    | Tremaine Harris    | 20 s 68 |      |
| 6    | Banuve Tabakaucoro | 21 s 27 |      |
| 7    | Joshua Ross        | 21 s 45 |      |
| 8    | Liaquat Ali        | 21 s 90 |      |

| Rang | Athlète          | Temps   | Note |
| ---- | ---------------- | ------- | ---- |
| 1    | Warren Weir      | 20 s 34 |      |
| 2    | Bruno Hortelano  | 20 s 47 | NR   |
| 3    | Jimmy Vicaut     | 20 s 50 |      |
| 4    | Bruno de Barros  | 20 s 60 |      |
| 5    | Kei Takase       | 20 s 96 |      |
| 6    | Lestrod Roland   | 21 s 37 |      |
| 7    | Mitchel Davis    | 21 s 99 |      |
| 8    | Bernardo Baloyes | 22 s 37 |      |

| Rang | Athlète                 | Temps   | Note |
| ---- | ----------------------- | ------- | ---- |
| 1    | Alonso Edward           | 20 s 45 |      |
| 2    | Nickel Ashmeade         | 20 s 54 |      |
| 3    | Antoine Adams           | 20 s 56 |      |
| 4    | Aldemir da Silva Júnior | 20 s 73 |      |
| 5    | Nil de Oliveira         | 20 s 97 |      |
| 6    | Aleksandr Khyutte       | 21 s 46 |      |
| 7    | Yendountien Tiebekabe   | 21 s 85 |      |
| 8    | Hua Wilfried Koffi      | DNS     |      |

| Rang | Athlète                | Temps   | Note |
| ---- | ---------------------- | ------- | ---- |
| 1    | James Ellington        | 20 s 55 |      |
| 2    | Jason Livermore        | 20 s 59 |      |
| 3    | Wallace Spearmon       | 20 s 59 |      |
| 4    | Karol Zalewski         | 20 s 60 |      |
| 5    | Xie Zhenye             | 20 s 74 |      |
| 6    | Rolando Palacios       | 21 s 02 | SB   |
| 7    | Luguelín Santos        | 21 s 13 |      |
| 8    | Courtney Carl Williams | 21 s 98 |      |

| Rang | Athlète                  | Temps   | Note |
| ---- | ------------------------ | ------- | ---- |
| 1    | Adam Gemili              | 20 s 17 | PB   |
| 2    | Isiah Jeunes             | 20 s 70 |      |
| 3    | Shota Iizuka             | 20 s 71 |      |
| 4    | Winston George           | 20 s 88 |      |
| 5    | Sergio Ruiz              | 20 s 88 |      |
| 6    | Enrico Demonte           | 21 s 13 |      |
| 7    | Ayman Mohamed Ahmed Said | 22 s 27 |      |
| 8    | Jerai Torres             | 22 s 98 |      |

| Rang | Athlète          | Temps   |    |
| ---- | ---------------- | ------- | -- |
| 1    | Usain Bolt       | 20 s 66 |    |
| 2    | Delano Williams  | 20 s 72 |    |
| 3    | Lalonde Gordon   | 20 s 85 |    |
| 4    | Yuichi Kobayashi | 20 s 97 |    |
| 5    | Alex Wilson      | 21 s 11 |    |
| 6    | Jan Zumer        | 21 s 35 |    |
| 7    | Jamial Rolle     | 21 s 40 |    |
| 8    | Didier Kiki      | 22 s 01 | PB |

## Légende
Records et Performances
- AR : Record continental (area record)
- CR : Record des championnats (championship record)
- MR : Record du meeting (meet record)
- NR : Record national (national record)
- OR : Record olympique (olympic record)
- PR : Record paralympique (paralympic record)
- PB : Record personnel (personal best)
- SB : Meilleure performance personnelle de la saison (season's best)
- WL : Meilleure performance mondiale de l'année (world leader)
- WJR : Record du monde junior (world junior record)
- WR : Record du monde (world record)

Circonstances et Conditions
- DNF : N'a pas terminé (did not finish)
- DNS : N'a pas pris le départ (did not start)
- DQ : Disqualification (disqualification)
- NM : Aucun essai valable enregistré (No Mark)
- Q : Qualifié « directement » au prochain tour (ou à la prochaine compétition), lors d'une compétition majeure, grâce au classement ou à la réalisation des minima (automatic qualifier)
- q : Qualifié au prochain tour (ou à la prochaine compétition), lors d'une compétition majeure, grâce au repêchage ou à la réalisation de l'une des meilleures performances parmi celles des « non qualifiés directement » (grâce au meilleur temps ou à la meilleure distance par exemple) (secondary qualifier)